# 悉尼绿地中心
悉尼绿地中心（英語：Greenland Centre, Sydney）是一座位于澳大利亚悉尼的摩天大楼，位于巴打士街和必街交界处。由绿地集团承建。建筑高度为236.7米，地上67层，是悉尼最高的住宅楼之一，高度位列悉尼市第七。
悉尼绿地中心项目由悉尼水务局旧址改造加盖而成，建成后的绿地中心拥有479套公寓，面积从39平方米到326平方米不等。

## 历史
2017年开始建设，2021年建成完工。

## 画廊

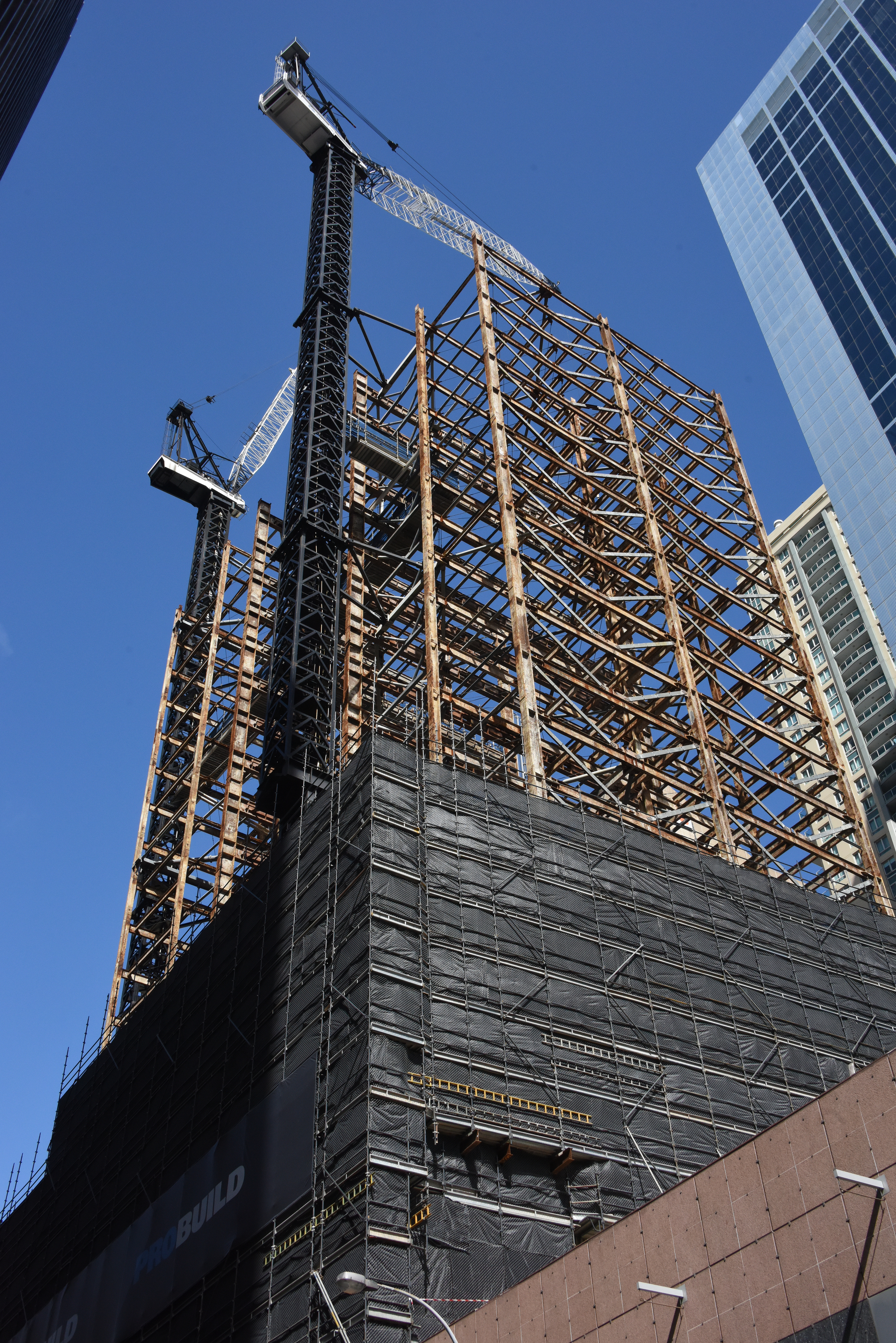
原建筑外墙脱落，保留内部结构作为新建筑的一部分
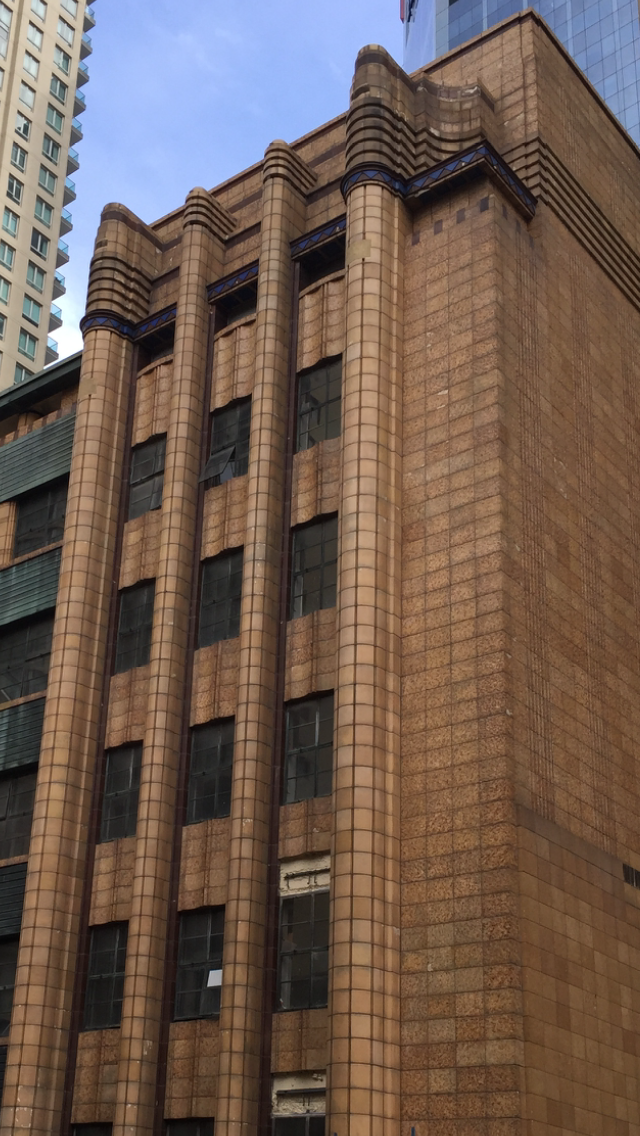
由悉尼水务局总部的高层办公楼扩建而来
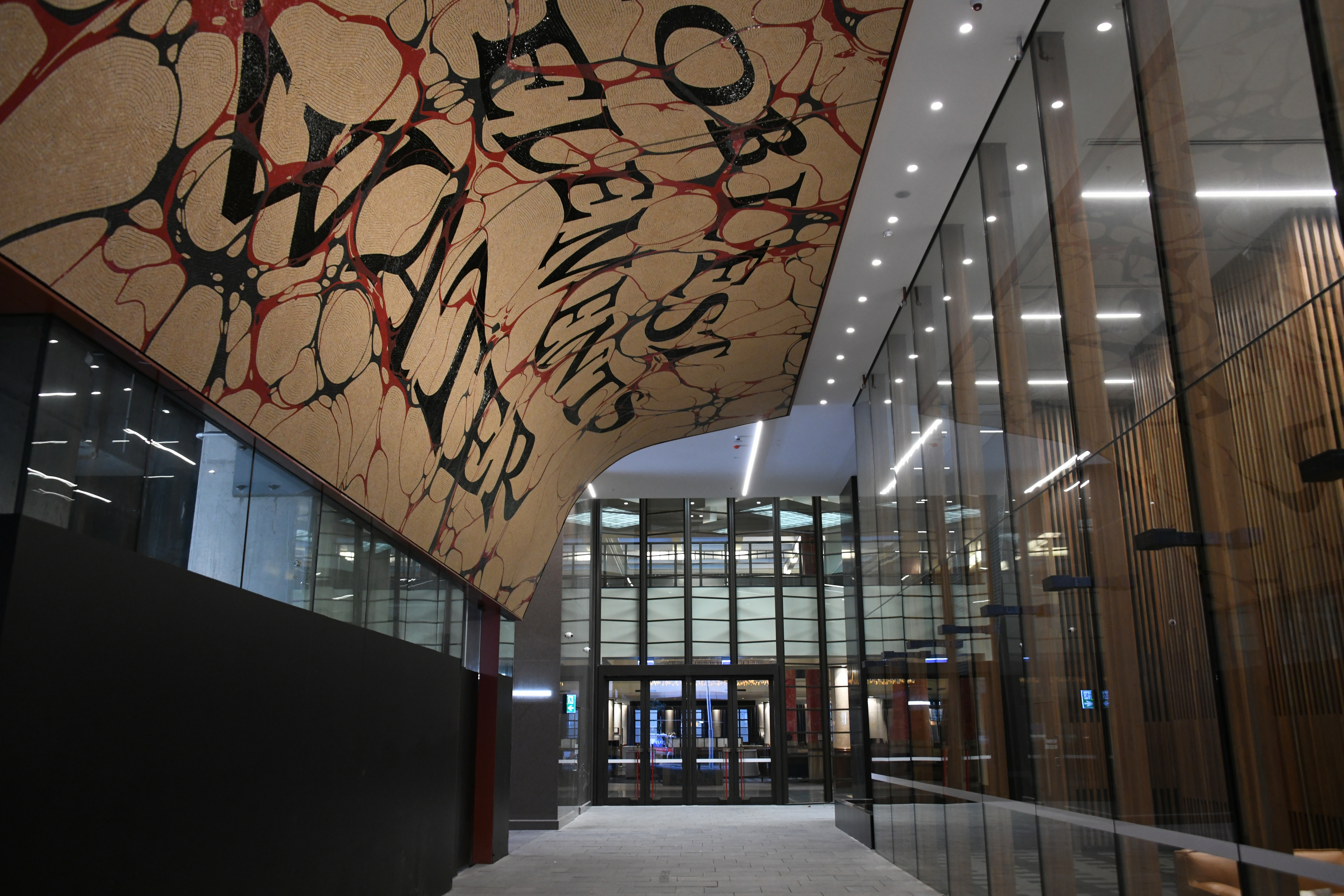
大堂